# Grzybno Górne
Grzybno Górne (kaszb. Gòrné Grzëbno) – część wsi Grzybno w Polsce, położona w województwie pomorskim, w powiecie kartuskim, w gminie Kartuzy. Wchodzi w skład sołectwa Grzybno. W pobliżu prowadzi trasa zawieszonej obecnie linii kolejowej Kartuzy-Lębork.
W latach 1975–1998 Grzybno Górne administracyjnie należało do województwa gdańskiego.